# ГЕС Махешвар
ГЕС Махешвар – гідроелектростанція, що споруджується на заході Індії у штаті Мадх’я-Прадеш. Знаходячись між ГЕС Омкарешвар (вище по течії) та ГЕС Сардар-Саровар, входить до складу каскаду на річці Нармада, яка тече у широтному напрямку між горами Віндх’я на півночі і Сатпура на півдні та впадає у Камбейську затоку Аравійського моря (можливо відзначити, що в сукупності регіон Віндх’я/Нармада/Сатпура відділяє Індо-Гангську рівнину від плоскогір’я Декану). 
В межах проекту річку перекрили комбінованою греблею висотою 36 метрів та загальною довжиною 3123 метри, яка включає центральну бетонну ділянку (27 водопропускних шлюзів у руслі Нармади та правобережний машинний зал) і ліво- та правобережні земляні частини довжиною 1573 та 464 метри відповідно. Зведення цієї споруди потребувало 908 тис м3 бетону та 529 тис м3 ґрунту. Вона утримуватиме водосховище з об’ємом 483 млн м3 (корисний об’єм лише 28 млн м3), в якому буде припустиме коливання рівня поверхні в операційному режимі між позначками 162,2 та 162,8 метра НРМ.
Машинний зал планується обладнати десятьма турбінами типу Каплан потужністю по 40 МВт, які працюватимуть при напорі у 22 метри.
Право на спорудження ГЕС Махешвар, яка повинна була стати першим індійським приватним гідроенергетичним проектом, отримав у 1994-му текстильний магнат С.Кумар, котрий разом з рядом іноземних інвесторів діяв через компанію Shree Maheshwar Hydel Power Corp. Втім, ще до початку будівництва в 1998-2000 роках цілий ряд іноземних інвесторів (німецькі Siemens,  Bayernwerk та VEW Energie, американські Pacgen та Ogden Corporation) відмовились від участі в проекті, котрий стрівся з кампанією протестів (передбачалось відселити 35 тисяч осіб, котрі висловлювали невдоволення запропонованою компенсацією).
Починаючи з фактичного старту будівництва у 2001/2002 фінансовому році та до кінця десятиліття змогли завершити майже всі основні споруди (включаючи водопропускні шлюзи, котрі відіграють критично важливу роль під час сезону дощів) та провести перші пускові тести на одному з гідроагрегатів. Ще по два гідроагрегати перебували в готовності до пускових випробувань та на етапі монтажу. Після цього осінню 2011-го роботи припинились через фінансові проблеми власника. Крім того, виникла суперечка з урядом штату, який в 1994-му зобов’язався протягом 35 років викуповувати продукцію ГЕС за гарантованою ціною, котра станом на 2013-й була б вчетверо вищою за наявну пропозицію з інших джерел. Наразі перспективи завершення будівництва залишаються невизначеними.